# タラ・フィッツジェラルド
タラ・フィッツジェラルド（Tara Fitzgerald, 本名：Anne Tara Cassandra Fitzgerald、1967年9月18日 - ）は、イングランドの女優。

## 来歴
ウェスト・サセックス州クックフィールド出身。大叔母は女優のジェラルディン・フィッツジェラルド。
ロンドンのドラマ・センター（現・ロンドン芸術大学・セントラル・セント・マーチンズ）に学ぶ。1991年に女優デビュー。1995年、舞台「ハムレット」のオフィーリア役でドラマ・デスク・アワードOutstanding Featured Actress in a Playを受賞した。
テレビドラマ『ゲーム・オブ・スローンズ』のセリース・フロレント役で知られる。

## 主な出演作品

### 映画
- ヒア・マイ・ソング Hear My Song (1991)
- 泉のセイレーン Sirens (1993)
- ザ・ロンゲスト・デイ2 Fall from Grace (1994) テレビ映画
- マン・オブ・ノー・インポータンス A Man of No Importance (1994)
- ウェールズの山 The Englishman Who Went up a Hill but Came down a Mountain (1995)
- ブラス! Brassed Off (1996)
- The Woman in White (1997) テレビ映画
- プリンスは大学生 The Student Prince (1997) テレビ映画
- ザ・ラヴァー/異常性愛 Little White Lies (1998) テレビ映画
- ダーク・ブルー Tmavomodrý svet (2001)
- ジム・ヘンソンの不思議の国の物語 Five Children and It (2004)
- ザ・ダークプレイス 覗かれる女 In a Dark Place (2006)
- エクソダス:神と王 Exodus: Gods and Kings (2014)
- チャイルド44 森に消えた子供たち Child 44 (2014)
- レジェンド 狂気の美学 Legend (2015)
- ウーナ Una (2016)

### テレビドラマ
- ワイルドフェル屋敷の人々 The Tenant of Wildfell Hall (1996) ミニシリーズ
- アガサ・クリスティー ミス・マープル「書斎の死体」 Agatha Christie's Marple: The Body in the Library (2004)
- The Virgin Queen (2006) ミニシリーズ
- ジェーン・エア Jane Eyre (2006) ミニシリーズ
- ウェイキング・ザ・デッド 迷宮事件特捜班 Waking the Dead (2007 - 2011)
- The Body Farm (2011) ミニシリーズ
- ゲーム・オブ・スローンズ Game of Thrones (2013 - 2015)
- マスケティアーズ/三銃士 The Musketeers (2014)
- In the Club (2014 - 2016) ミニシリーズ
- ミステリー in パラダイス Death in Paradise (2016)
- Strike (2017)